# Táu muối Bắc Bộ
Táu muối Bắc Bộ hay táu muối (danh pháp hai phần: Vatica diospyroides) là một loài thực vật thuộc họ Dipterocarpaceae. Loài này có ở Malaysia, Thái Lan, và Việt Nam.

## Hình ảnh

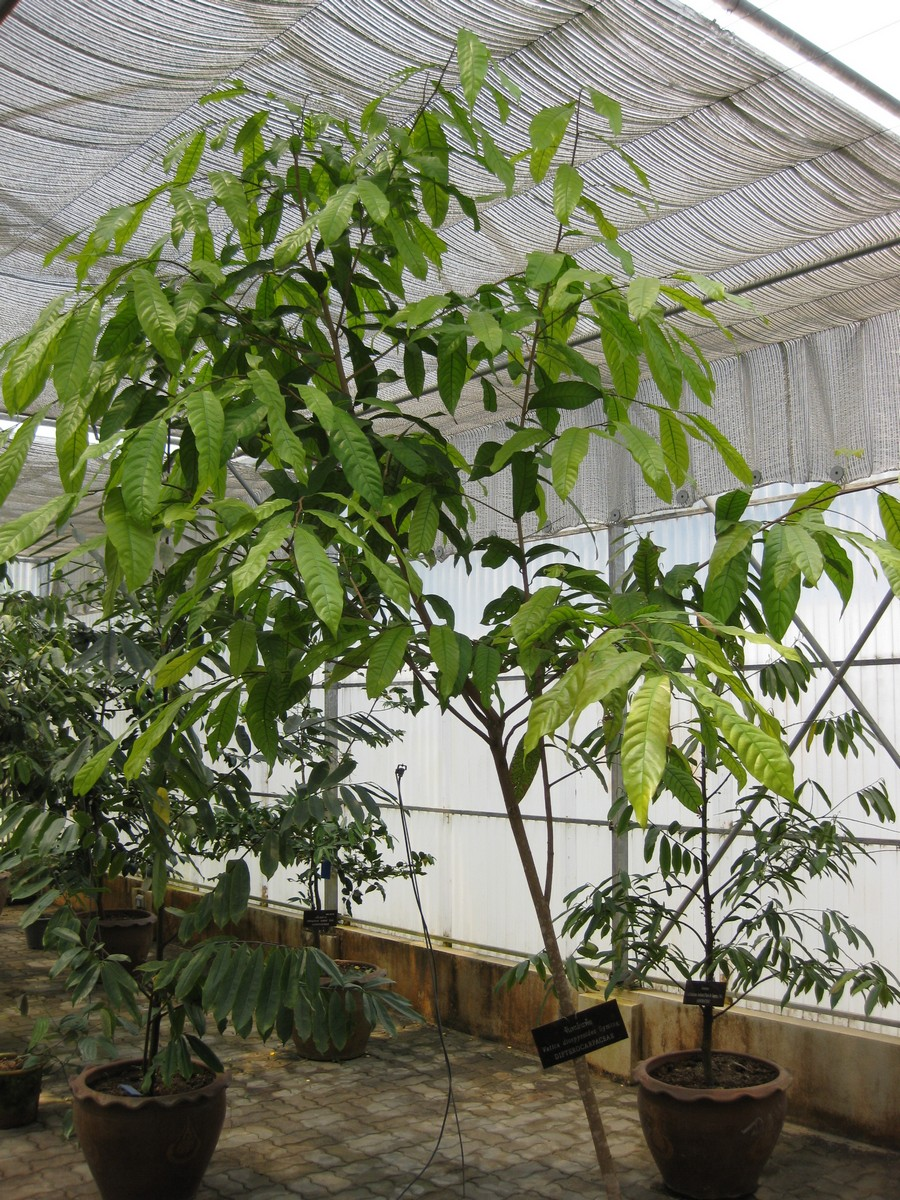
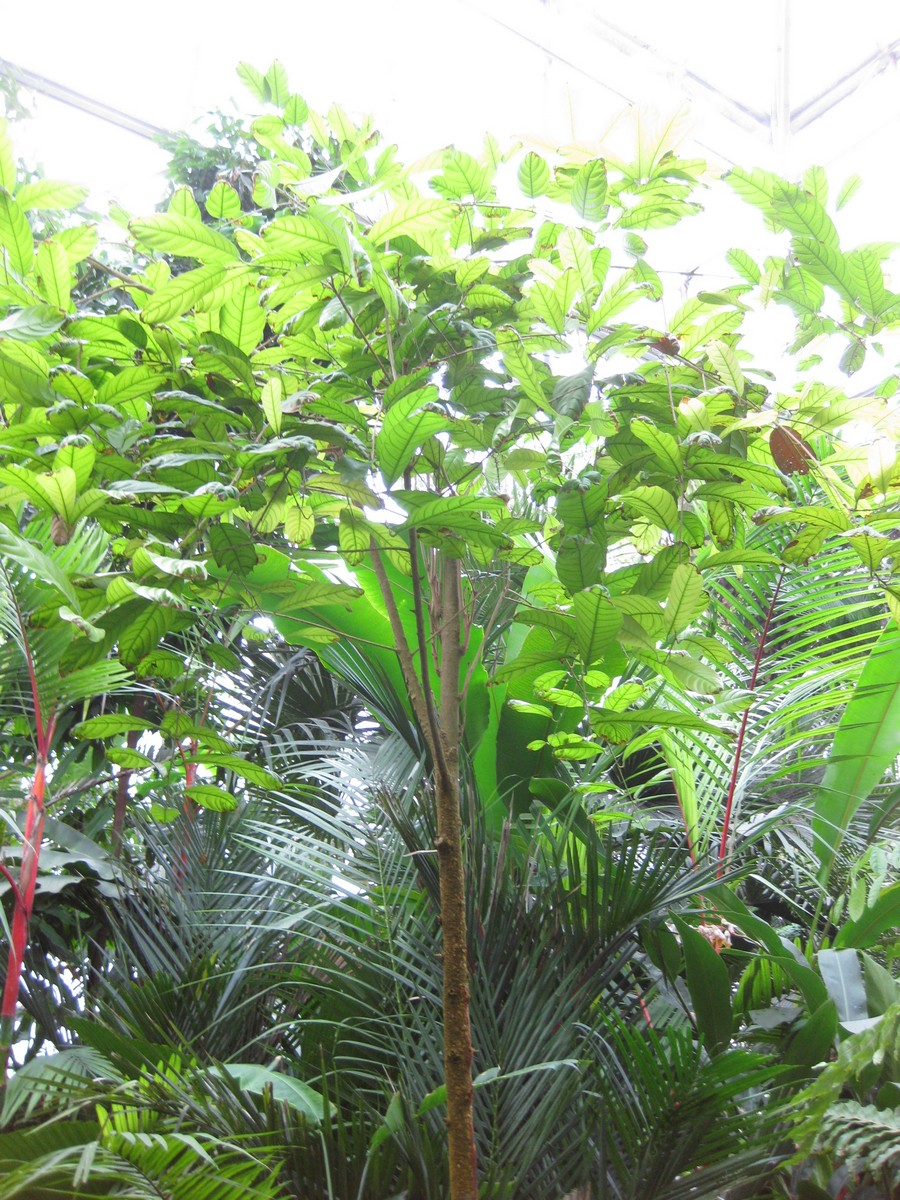
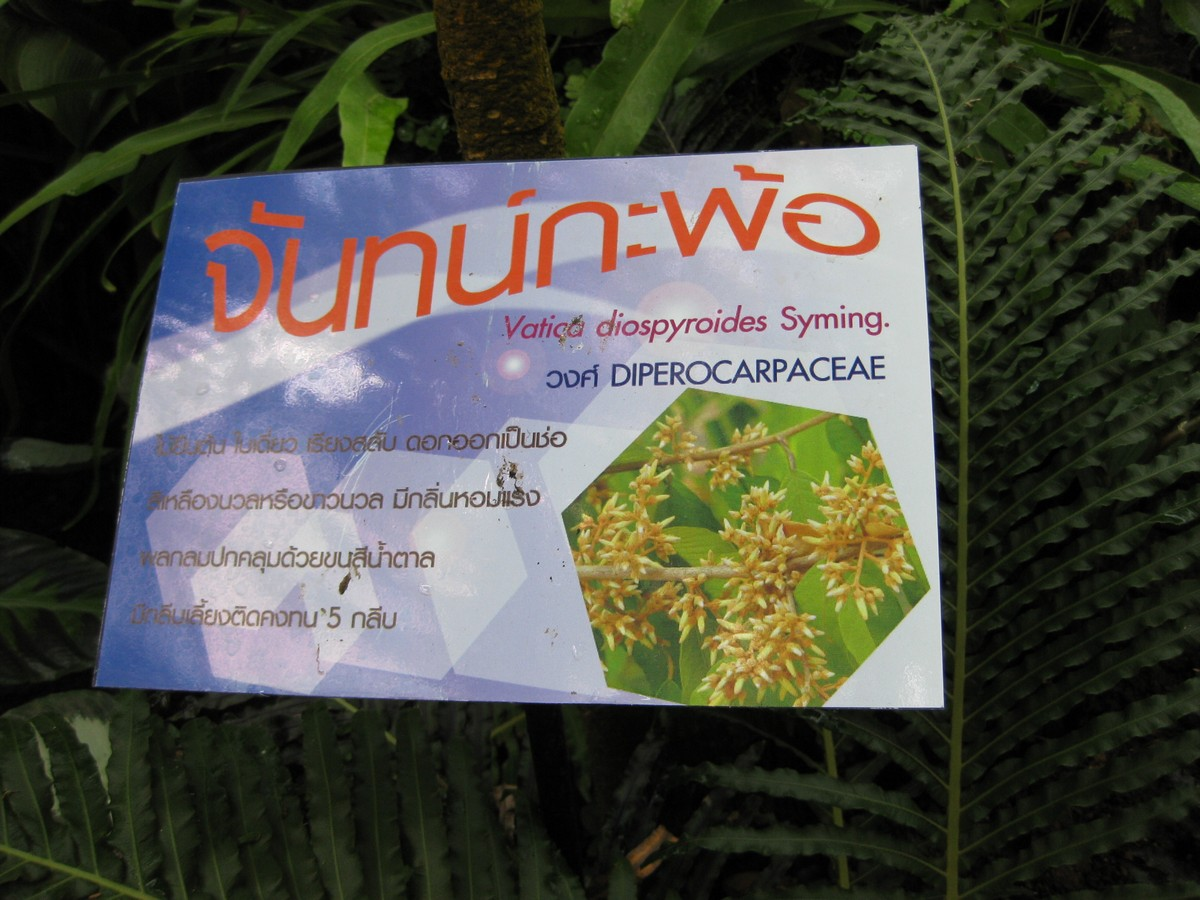
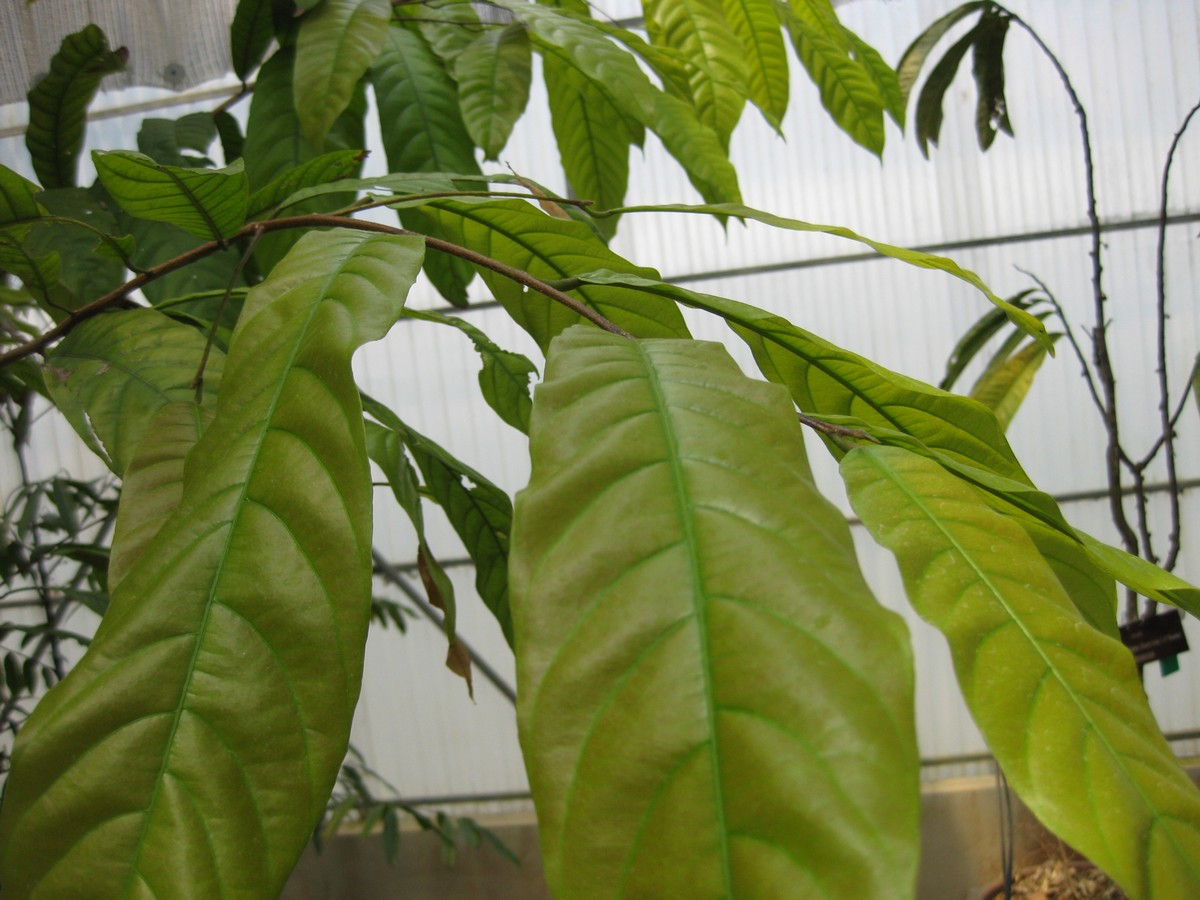